# Finales NBA 1971
Navigation
Finales 1970 Finales 1972
Les finales NBA 1971 sont la dernière série de matchs de la saison 1970-1971 de la NBA et la conclusion des séries éliminatoires (playoffs) de la saison. Le champion de la conférence Est, les Bullets de Baltimore rencontrent le champion de la conférence Ouest, les Bucks de Milwaukee. Milwaukee possède l'avantage du terrain. 
Les Bucks ont été les premiers champions de la Conférence Ouest à remporter le titre NBA depuis les Hawks de Saint Louis.
Les Bullets ont été contraints de jouer le match 1, à peine 48 heures après avoir battu les Knicks de New York lors du match 7 de la finale de la conférence Est. La série était la deuxième (et dernière) dans l'histoire de la NBA où les équipes alternaient les matchs à domicile, l'autre était en 1956. La plupart des autres séries se sont déroulées au format 2-2-1-1-1 ou 2-3-2. C'était également la dernière série de finale NBA terminée avant le 1er mai.

## Classements en saison régulière
| Conférence Est | Conférence Est         | Conférence Est | Conférence Est | Conférence Est |
| No             | Franchise              | Vic.           | Déf.           | PCT            |
| -------------- | ---------------------- | -------------- | -------------- | -------------- |
| 1              | Knicks de New York     | 52             | 30             | 63,4           |
| 2              | Bullets de Baltimore   | 42             | 40             | 51,2           |
| 3              | 76ers de Philadelphie  | 47             | 35             | 57,3           |
| 4              | Hawks d'Atlanta        | 36             | 46             | 43,9           |
|                |                        |                |                |                |
| 5              | Celtics de Boston      | 44             | 38             | 53,7           |
| 6              | Royals de Cincinnati   | 33             | 49             | 40,2           |
| 7              | Braves de Buffalo      | 22             | 60             | 26,8           |
| 8              | Cavaliers de Cleveland | 15             | 67             | 18,3           |

| Conférence Ouest | Conférence Ouest          | Conférence Ouest | Conférence Ouest | Conférence Ouest |
| No               | Franchise                 | Vic.             | Déf.             | PCT              |
| ---------------- | ------------------------- | ---------------- | ---------------- | ---------------- |
| 1                | Bucks de Milwaukee C      | 66               | 16               | 80,5             |
| 2                | Lakers de Los Angeles     | 48               | 34               | 58,5             |
| 3                | Bulls de Chicago          | 51               | 31               | 62,2             |
| 4                | Warriors de San Francisco | 41               | 41               | 50,0             |
|                  |                           |                  |                  |                  |
| 5                | Suns de Phoenix           | 48               | 34               | 58,5             |
| 6                | Pistons de Détroit        | 45               | 37               | 54.9             |
| 7                | Rockets de San Diego      | 40               | 42               | 48,8             |
| 8                | SuperSonics de Seattle    | 38               | 44               | 46,3             |
| 9                | Trail Blazers de Portland | 29               | 53               | 35,4             |

C - Champions NBA

### Tableau des playoffs
|  | Demi-finales de Conférence | Demi-finales de Conférence | Demi-finales de Conférence |                       |   | Finales de Conférence | Finales de Conférence | Finales de Conférence |  |  | Finales NBA | Finales NBA          | Finales NBA |
|  |                            |                            |                            |                       |   |                       |                       |                       |  |  |             |                      |             |
|  | 1                          | Knicks de New York         | 4                          |                       |   |                       |                       |                       |  |  |             |                      |             |
|  | 4                          | Hawks d'Atlanta            | 1                          |                       |   |                       |                       |                       |  |  |             |                      |             |
|  | 4                          | Hawks d'Atlanta            | 1                          |                       | 1 | Knicks de New York    | 3                     |                       |  |  |             |                      |             |
|  | Conférence Est             |                            |                            |                       | 1 | Knicks de New York    | 3                     |                       |  |  |             |                      |             |
|  |                            |                            | 2                          | Bullets de Baltimore  | 4 |                       |                       |                       |  |  |             |                      |             |
|  | 3                          | 76ers de Philadelphie      | 2                          | Bullets de Baltimore  | 4 | 3                     |                       |                       |  |  |             |                      |             |
|  | 3                          | 76ers de Philadelphie      |                            |                       |   | 3                     |                       |                       |  |  |             |                      |             |
|  | 2                          | Bullets de Baltimore       | 4                          |                       |   |                       |                       |                       |  |  |             |                      |             |
|  |                            |                            |                            |                       |   |                       |                       |                       |  |  | E2          | Bullets de Baltimore | 0           |
|  |                            |                            | O1                         | Bucks de Milwaukee    | 4 |                       |                       |                       |  |  |             |                      |             |
|  | 1                          | Bucks de Milwaukee         | 4                          |                       |   |                       |                       |                       |  |  |             |                      |             |
|  | 4                          | Warriors de Golden State   | 1                          |                       |   |                       |                       |                       |  |  |             |                      |             |
|  | 4                          | Warriors de Golden State   | 1                          |                       | 1 | Bucks de Milwaukee    | 4                     |                       |  |  |             |                      |             |
|  | Conférence Ouest           |                            |                            |                       | 1 | Bucks de Milwaukee    | 4                     |                       |  |  |             |                      |             |
|  |                            |                            | 2                          | Lakers de Los Angeles | 1 |                       |                       |                       |  |  |             |                      |             |
|  | 3                          | Bulls de Chicago           | 2                          | Lakers de Los Angeles | 1 | 3                     |                       |                       |  |  |             |                      |             |
|  | 3                          | Bulls de Chicago           |                            |                       |   | 3                     |                       |                       |  |  |             |                      |             |
|  | 2                          | Lakers de Los Angeles      | 4                          |                       |   |                       |                       |                       |  |  |             |                      |             |

## Résumé de la finale NBA
| Match  | Date     | Équipe à domicile | Score   | Équipe à l'extérieur |
| ------ | -------- | ----------------- | ------- | -------------------- |
| Game 1 | 21 avril | Milwaukee         | 98–88   | Baltimore            |
| Game 2 | 25 avril | Baltimore         | 83–102  | Milwaukee            |
| Game 3 | 28 avril | Milwaukee         | 107–99  | Baltimore            |
| Game 4 | 30 avril | Baltimore         | 106–118 | Milwaukee            |

## Équipes

### Bullets de Baltimore
| Effectif des Bullets de Baltimore 1970-1971 |
| --- |
| 3 Fred Carter • 10 Earl Monroe • 11 Gary Zeller • 12 John Tresvant • 15 Eddie Miles • 22 Kevin Loughery • 24 Jack Marin • 25 Gus Johnson • 31 George E. Johnson • 35 Al Tucker • 40 Dorie Murrey • 41 Wes Unseld Entraîneur : Gene Shue |

### Bucks de Milwaukee
| Effectif des Bucks de Milwaukee 1970-1971 |
| --- |
| 1 Oscar Robertson • 4 Greg Smith • 5 Marv Winkler • 7 Lucius Allen • 8 Jeff Webb • 10 Bob Dandridge • 14 Jon McGlocklin • 18 Bob Greacen • 19 Dick Cunningham • 20 Bob Boozer • 33 Lew Alcindor (MVP Finales) • 35 McCoy McLemore Entraîneur : Larry Costello |